# Hans Metlesics
Hans Metlesics ( 1944) es un naturalista y botánico austríaco.
Ha realizado numerosas expediciones a la búsqueda de especímenes vegetales, con énfasis en las islas Canarias.

## Honores

### Eponimia
Especies
- Cheirolophus metlesicsii, familia Asteraceae, endémica de Tenerife
- Himantoglossum metlesicsianum (Teschner) P.Delforge
- Barlia metlesicsiana Teschner, Orchidaceae, en riesgo de extinción, endémica de Tenerife
- Phagnalon metlesicsii Pignatti Asteraceae, endémica de Canarias